# Cantó de Châteauneuf-du-Faou
El cantó de Châteauneuf-du-Faou (bretó Kanton Kastell-Nevez-ar-Faou) és una divisió administrativa francesa situat al departament de Finisterre a la regió de Bretanya.

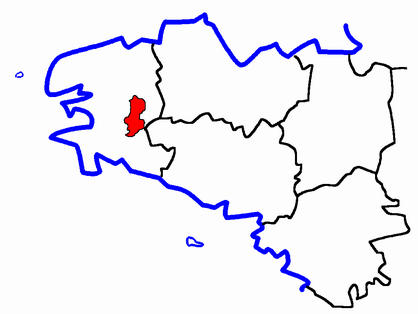
Situació del cantó

## Composició
El cantó aplega 10 comunes :
| Nom bretó             | Nom francès         | Nom gal·ló |
| Kastell-Nevez-ar-Faou | Châteauneuf-du-Faou | ---        |
| Koloreg               | Collorec            | ---        |
| Kore                  | Coray               | ---        |
| Landelo               | Landeleau           | ---        |
| Laz                   | Laz                 | ---        |
| Leuc'han              | Leuhan              | ---        |
| Plonevez-ar-Faou      | Plonévez-du-Faou    | ---        |
| Sant-Wazeg            | Saint-Goazec        | ---        |
| Santoz                | Saint-Thois         | ---        |
| Tregourez             | Trégourez           | ---        |

## Història
| Data d'elecció                           | Identitat     | Partit | Qualitat |
| ---------------------------------------- | ------------- | ------ | -------- |
| 2001-                                    | François Riou | PS     |          |
| les dades anteriors no són pas conegudes |               |        |          |
|                                          |               |        |          |